# Mieczysław Naruszewicz
Mieczysław Naruszewicz (ur. 4 czerwca 1923 w Warszawie, zm. 29 września 2006 tamże) – polski artysta rzeźbiarz, projektant przemysłowy.

## Życiorys i twórczość
W latach 1947–1949 studiował na Wydziale Rzeźby Akademii Sztuk Pięknych w Krakowie pod kierunkiem Xawerego Dunikowskiego. W latach 1949–1951 kontynuował studia na Akademii Sztuk Pięknych w Warszawie, gdzie w 1953 uzyskał dyplom. Na jego poczet artyście zaliczono prace przy rekonstrukcji płaskorzeźb na Rynku Starego Miasta w Warszawie (m.in. Łasica, Kogut). Naruszewicz należał również do zespołu zajmującego się rekonstrukcją pomnika Fryderyka Chopina w Łazienkach.
W 1956 zatrudnił się w Instytucie Wzornictwa Przemysłowego; początkowo pracował jako projektant w Wydziale Ceramiki i Szkła, gdzie od 1958 w zespole z Henrykiem Jędrasiakiem, Hanną Orthwein i Lubomirem Tomaszewskim projektował drobną rzeźbę kameralną, tzw. figurki ćmielowskie. B. Banaś zidentyfikowała 44 formy autorstwa Naruszewicza. Przedstawiają one głównie postaci zwierzęce; cechują się syntetycznością, wyrażającą się m.in. w redukcji liczby punktów podparcia poprzez łączenie kończyn zwierzęcych. Figurki Naruszewicza należą też do najbardziej dynamicznych w zbiorze figurek z IWP; sposób wygięcia sylwetki obiektu przekazuje wrażenie ruchu.

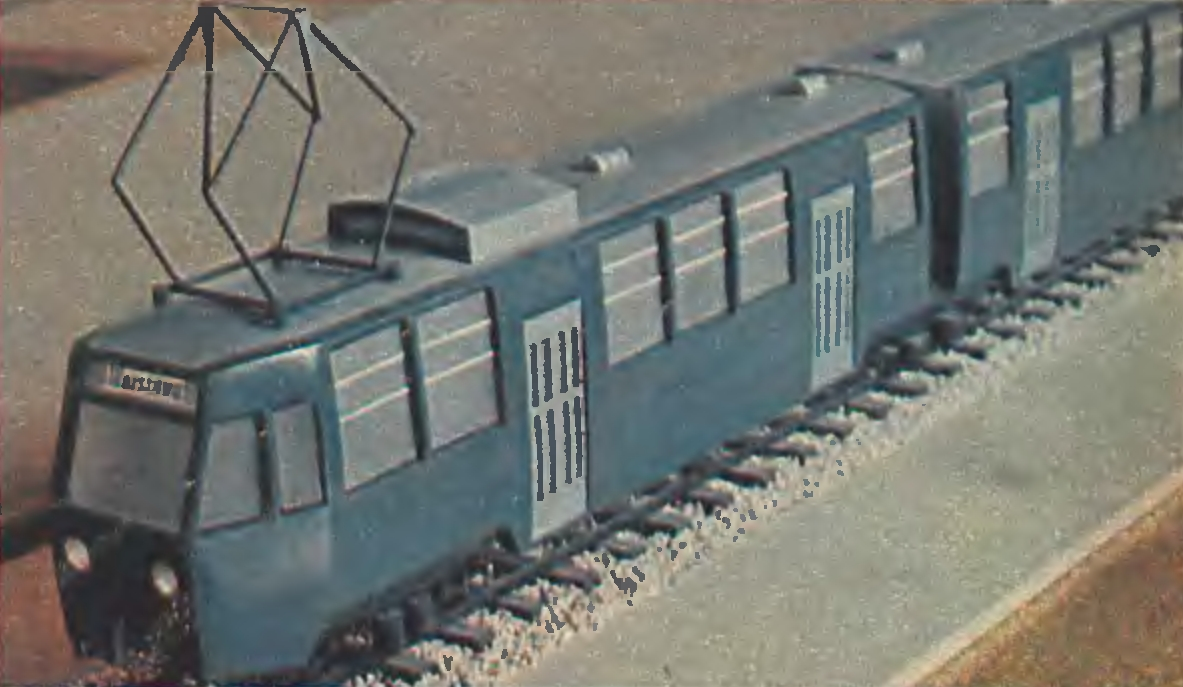
Pafawag 101N – model autorstwa zespołu z IWP (z M. Naruszewiczem w składzie) z 1965

Od 1961 projektował dla Zakładu Wzornictwa Środków Transportu IWP. Przygotowywał projekty nadwozi samochodów (modele Warszawa 210, Star 200), skuterów (Osa), tramwajów, lokomotyw, wagonów pasażerskich. Jednak żaden z jego projektów nie trafił do produkcji seryjnej – wybierano propozycje innych zespołów (jak w przypadku Osy), bądź projekty pozostawały na etapie prototypów (jak w przypadku Stara 200) lub studiów.
Oprócz prac projektowych artysta zasiadał również w ministerialnych komisjach selekcyjnych — w latach 1958–1970 był członkiem Komisji Ocen Ministerstwa Kultury i Sztuki, a w latach 1963–1964 — Komisji Ocen Ministerstwa Oświaty.
W latach 1976–1983 artysta kierował Pracownią Wzornictwa w Zjednoczeniu Przemysłu Zmechanizowanego Sprzętu Domowego „Predom”. Projektował artykuły gospodarstwa domowego takie jak żelazka, miniopiekacze, gofrownice, maselnice, wentylatory, ekspresy do kawy, lodówki, sokowirówki, odkurzacze, a także kabiny natryskowe. W latach 80. kontynuował prace projektowe jako projektant niezależny.

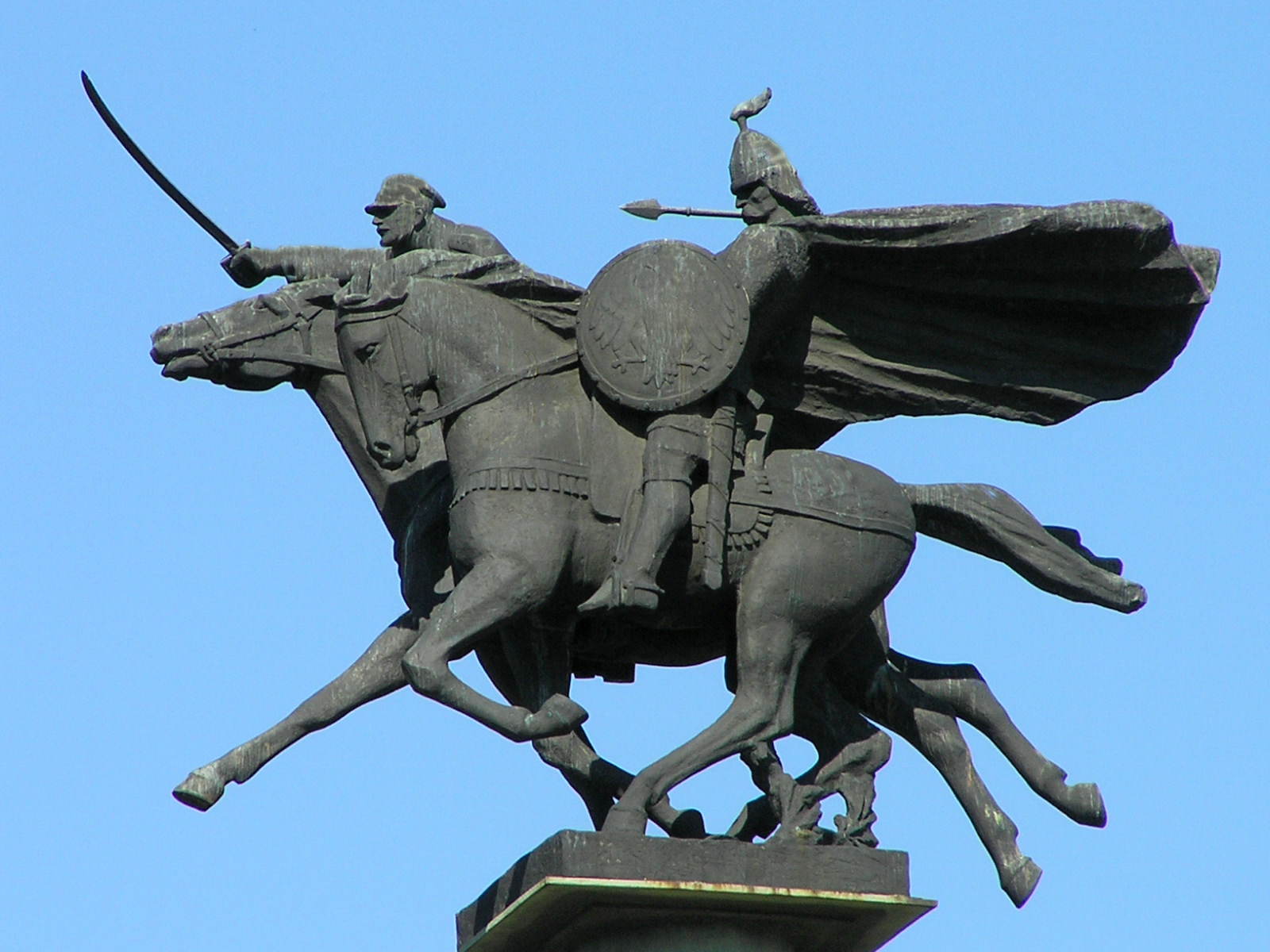
Pomnik 1000-lecia Jazdy Polskiej w Warszawie

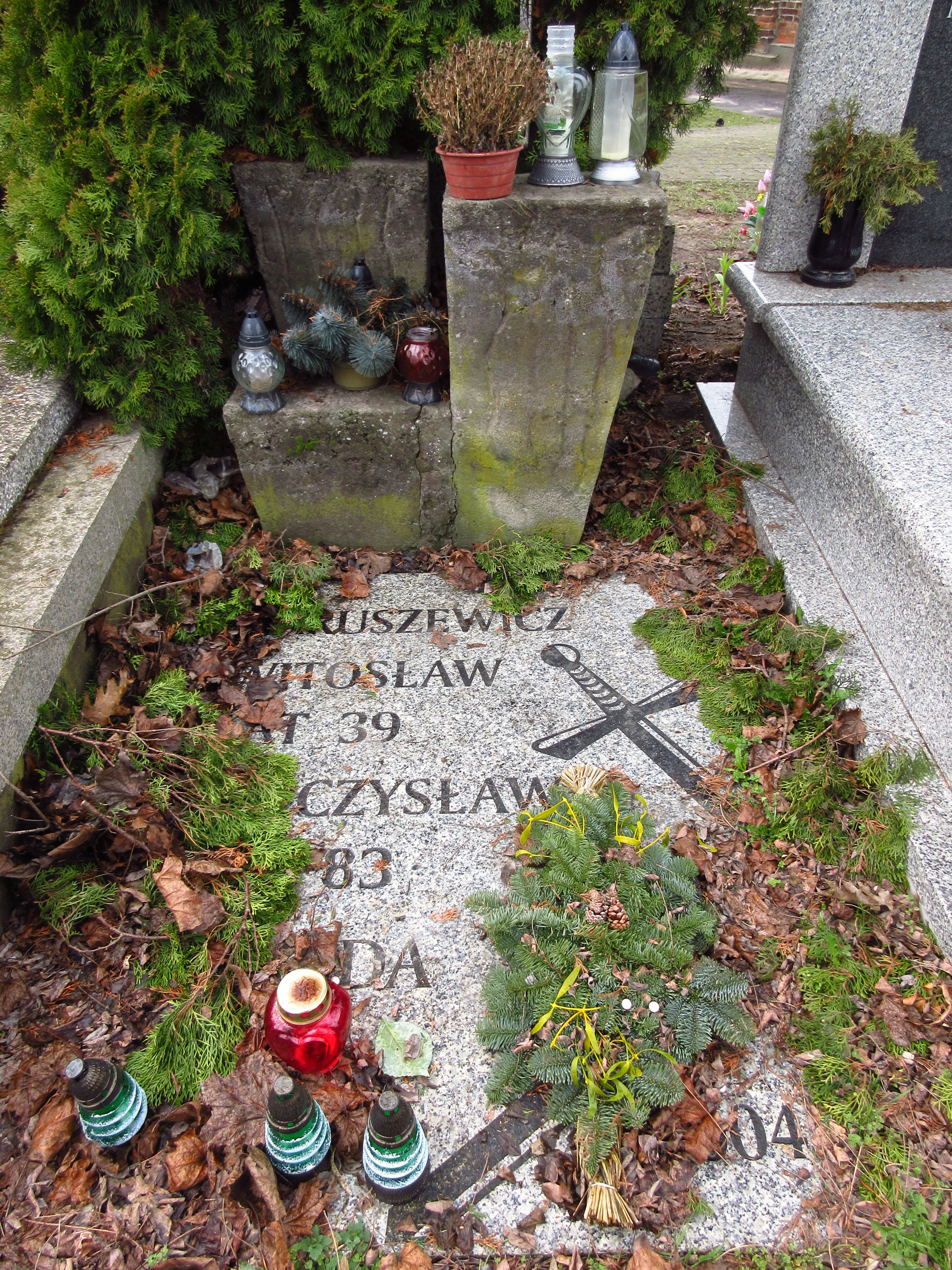
Grób Mieczysława Naruszewicza na Cmentarzu Bródnowskim.

W zakresie rzeźby monumentalnej artysta jest autorem Pomnika 1000-lecia Jazdy Polskiej w Warszawie. Inne prace Mieczysława Naruszewicza znajdują się w zbiorach Muzeum Narodowego we Wrocławiu, Muzeum Historii Polskiego Ruchu Rewolucyjnego w Warszawie, muzeum w Halle i w zbiorach prywatnych. Pochowany na cmentarzu Bródnowskim w Warszawie (kwatera 86D-5-14). 

## Nagrody i odznaczenia
- 1953 – nagroda Ministra Kultury i Sztuki za płaskorzeźbę Łasica na rynku Starego Miasta w Warszawie[1]
- 1957 – nagroda na Ogólnopolskiej Wystawie Architektury Wnętrz[1]
- 1964 – odznaka „Zasłużony Działacz Kultury”[1]
- 1967 – III nagroda w konkursie na medal 50. rocznicy rewolucji październikowej[1]
- 1967 – III nagroda (w zespole) w konkursie na pomnik I Armii Wojska Polskiego[1]
- 1968 – wyróżnienie na Biennale Rzeźby w Metalu[1]
- 1972 – Krzyż Kawalerski Orderu Odrodzenia Polski na wniosek Ministra Nauki[2]
- 1978 – IV nagroda w konkursie na pomnik Pielgrzym polski żołnierzem Francji, Paryż[2]

## Wystawy zbiorowe
- 1957 – Ogólnopolska Wystawa Architektury Wnętrz[2]
- 1958 – Wystawa Projektantów Zakładu Ceramiki Instytutu Wzornictwa Przemysłowego[2]
- 1959 – Wystawa Przemysłowa, Moskwa[1]
- 1960 – II Ogólnopolska Wystawa Ceramiki i Szkła Artystycznego, Wrocław[1]
- 1963 – Polnisches Glass und Ceramik, Berlin[1]
- 1963 – Wystawa Ceramiki i Szkła, Sofia[1]
- 1968 – Biennale Rzeźby w Metalu[2]
- 1969 – XXV-lecie PRL — Ceramika i Szkło, Wrocław[1]